# Астрагал изменчивый
Астрагал изменчивый (лат. Astragalus varius) — вид растений рода Астрагал (Astragalus) семейства Бобовые (Fabaceae).

## Распространение и экология
Восточноевропейско-западносибирский вид. В России: чернозёмная полоса европейской части, Северный Кавказ (Предкавказье, Дагестан) и юг Западной Сибири. Гелиофит, ксерофит, псаммофит, закрепитель песков. Обитает на склонах южной экспозиции на песчаных, супесчаных и щебнистых почвах, образуя специфические песчаные степи.

## Ботаническое описание
Полукустарничек высотой 30—50 см. Растение густо опушено бело-серыми прижатыми волосками. Стволики восходящие, реже прямостоячие. Листья сложные с 6—9 парами линейных, обычно острых листочков, сидячие.
Цветки собраны в рыхлые, многоцветковые кисти. Чашечка трубчатая, мохнато-пушистая с нитевидно-линейными зубцами, которые в 4—5 раз короче трубки. Венчик фиолетовый или пурпурный, 16—20 мм длиной. Бобы сидячие, прямостоячие, линейно-продолговатые до 2,5 см длиной, густо бело-опушённые или бело-черно-опушённые, двугнёздные или не вполне двугнёздные.
Цветёт в июне—июле. Размножается семенами.